# خثرية
الخثرية أو الحِنَّائِيَّة (الاسم العلمي:Lythraceae) هي فصيلة نباتية تتبع رتبة الآسيات من طائفة الثنائيات الفلقة من النباتات المزهرة. وتشمل حوالي 620 نوعاً من النباتات (العشبية في الغالب مع بعض الشجيرات والأشجار) مصنفة في 31 جنساً رئيساً منها الكوفيا (باللاتينية: Cuphea) واللاغرسترومية (باللاتينية: Lagerstroemia) والنيزية (باللاتينية: Nesaea) والروتالة (باللاتينية: Rotala) والخثري أو اللترون (باللاتينية: Lythrum). وتشمل هذه الفصيلة الآن جنس الرمان (باللاتينية: Punica) الذي كان مدرجا ًسابقاً في فصيلة منفصلة اسمها الرمانية (باللاتينية: Punicaceae).

## الإنتشار
تنمو نباتات الفصيلة الخثرية في جميع أنحاء العالم.

## التسمية
سميت هذه الفصيلة على أسم جنس الخثري (باللاتينية: Lythrum) أو (بالإنجليزية: loosestrifes)‏ الذي يسمى أيضاً لترون أو لثرون أو لثروم، وحيث أن هذه الفصيلة تشمل أيضا نبات الحناء (الاسم العلمي:Lawsonia inermis) أو اللاوسونية العزلاء تسمى أيضاً الفصيلة الحنائية.

## قبائل
- الخثراوية

## أجناس
- الخثري
- الكوفيا